# Afurca
Afurca è un comune dell'Azerbaigian situato nel distretto di Quba. Conta una popolazione di 819 abitanti.